# 1888
Il 1888 (MDCCCLXXXVIII in numeri romani) è un anno bisestile del XIX secolo.

## Eventi
- Il grammofono viene brevettato da Emile Berliner.
- Prima ferrovia in Cina.
- Sarawak e Borneo diventano protettorati britannici.
- Susan B. Anthony organizza un congresso per i diritti delle donne a Washington (distretto di Columbia).
- 3 gennaio – Un telescopio da 91 cm viene usato per la prima volta al Lick Observatory.
- 24 gennaio – Jacob L. Wortman brevetta il nastro della macchina da scrivere.
- 27 gennaio – A Washington viene fondata la National Geographic Society.
- 31 gennaio – A Torino muore Giovanni Bosco, sacerdote cattolico, fondatore della Congregazione Salesiana, promotore dei primi contratti di lavoro giovanili in Italia.
- 1º febbraio – Viene firmata segretamente a Berlino una convenzione militare tra Italia e Germania, che prevede l'invio di truppe italiane sul Reno in caso di aggressione della Francia nei confronti dei tedeschi.
- 9 marzo – Federico III sale al trono dell'Impero tedesco, avviando il declino di Otto von Bismarck.
- 11 marzo – La Grande Tormenta dell'88 inizia lungo la costa est degli Stati Uniti, chiudendo le attività commerciali ed uccidendo più di 400 persone.
- 22 marzo – Nasce la Football League.
- 11 aprile – Viene inaugurato il Concertgebouw di Amsterdam.
- 13 maggio – Il Brasile abolisce la schiavitù.
- 15 giugno – Guglielmo II sale al trono dell'impero tedesco alla morte del padre Federico III.
- 19 giugno – A Chicago si apre la convenzione repubblicana; il Generale Benjamin Harrison e Levi Morton vinceranno la nomina.
- 20 giugno – Promulgazione dell'enciclica Libertas da parte di Leone XIII.
- 7 agosto – Viene trovato il corpo di Martha Tabram, una possibile vittima di Jack lo Squartatore.
- 31 agosto – Viene assassinata Mary Ann Nichols. È probabilmente la prima vittima di Jack lo Squartatore.
- 4 settembre – George Eastman registra il marchio Kodak, e riceve un brevetto per la sua macchina fotografica e anche uno per il rullino.
- 8 settembre
  - A Londra viene trovato il corpo di Annie Chapman; viene generalmente considerata la seconda vittima di Jack lo Squartatore.
  - In Inghilterra vengono giocati i primi sei incontri della Football League, il primo campionato di calcio nazionale del mondo.
- 9 settembre – L'Isola di Pasqua viene annessa al Cile.
- 30 settembre – A Londra vengono trovati i corpi di Elizabeth Stride e Catherine Eddowes, ritenute la terza e quarta vittima di Jack lo Squartatore.
- 9 ottobre – Il Monumento a Washington viene ufficialmente aperto al pubblico.
- 6 novembre – Elezioni presidenziali negli Stati Uniti d'America del 1888: Il presidente democratico uscente Grover Cleveland vince il voto popolare, ma perde nei collegi elettorali contro lo sfidante repubblicano Benjamin Harrison.
- 9 novembre – A Londra viene trovato il corpo di Mary Jane Kelly. Viene considerata la quinta e ultima vittima di Jack lo Squartatore. Seguiranno altrettanti omicidi, ma la polizia li attribuirà a imitatori.
- 8 dicembre – A Tivoli viene fondata la congregazione delle Suore del Divin Salvatore.

## Nati
Ci sono circa 1 290 voci su persone nate nel 1888; vedi la pagina Nati nel 1888 per un elenco descrittivo o la categoria Nati nel 1888 per un indice alfabetico.

## Morti
Ci sono circa 350 voci su persone morte nel 1888; vedi la pagina Morti nel 1888 per un elenco descrittivo o la categoria Morti nel 1888 per un indice alfabetico.

## Calendario
| Calendario 1888 | Calendario 1888 | Calendario 1888 | Calendario 1888 | Calendario 1888 | Calendario 1888 | Calendario 1888 | Calendario 1888 | Calendario 1888 | Calendario 1888 | Calendario 1888 | Calendario 1888 | Calendario 1888 | Calendario 1888 | Calendario 1888 | Calendario 1888 | Calendario 1888 | Calendario 1888 | Calendario 1888 | Calendario 1888 | Calendario 1888 | Calendario 1888 | Calendario 1888 | Calendario 1888 | Calendario 1888 | Calendario 1888 | Calendario 1888 | Calendario 1888 | Calendario 1888 | Calendario 1888 | Calendario 1888 | Calendario 1888 | Calendario 1888 |
| --------------- | --------------- | --------------- | --------------- | --------------- | --------------- | --------------- | --------------- | --------------- | --------------- | --------------- | --------------- | --------------- | --------------- | --------------- | --------------- | --------------- | --------------- | --------------- | --------------- | --------------- | --------------- | --------------- | --------------- | --------------- | --------------- | --------------- | --------------- | --------------- | --------------- | --------------- | --------------- | --------------- |
|                 | 1               | 2               | 3               | 4               | 5               | 6               | 7               | 8               | 9               | 10              | 11              | 12              | 13              | 14              | 15              | 16              | 17              | 18              | 19              | 20              | 21              | 22              | 23              | 24              | 25              | 26              | 27              | 28              | 29              | 30              | 31              |                 |
| Gennaio         | Do              | Lu              | Ma              | Me              | Gi              | Ve              | Sa              | Do              | Lu              | Ma              | Me              | Gi              | Ve              | Sa              | Do              | Lu              | Ma              | Me              | Gi              | Ve              | Sa              | Do              | Lu              | Ma              | Me              | Gi              | Ve              | Sa              | Do              | Lu              | Ma              |                 |
| Febbraio        | Me              | Gi              | Ve              | Sa              | Do              | Lu              | Ma              | Me              | Gi              | Ve              | Sa              | Do              | Lu              | Ma              | Me              | Gi              | Ve              | Sa              | Do              | Lu              | Ma              | Me              | Gi              | Ve              | Sa              | Do              | Lu              | Ma              | Me              |                 |                 |                 |
| Marzo           | Gi              | Ve              | Sa              | Do              | Lu              | Ma              | Me              | Gi              | Ve              | Sa              | Do              | Lu              | Ma              | Me              | Gi              | Ve              | Sa              | Do              | Lu              | Ma              | Me              | Gi              | Ve              | Sa              | Do              | Lu              | Ma              | Me              | Gi              | Ve              | Sa              |                 |
| Aprile          | Do              | Lu              | Ma              | Me              | Gi              | Ve              | Sa              | Do              | Lu              | Ma              | Me              | Gi              | Ve              | Sa              | Do              | Lu              | Ma              | Me              | Gi              | Ve              | Sa              | Do              | Lu              | Ma              | Me              | Gi              | Ve              | Sa              | Do              | Lu              |                 |                 |
| Maggio          | Ma              | Me              | Gi              | Ve              | Sa              | Do              | Lu              | Ma              | Me              | Gi              | Ve              | Sa              | Do              | Lu              | Ma              | Me              | Gi              | Ve              | Sa              | Do              | Lu              | Ma              | Me              | Gi              | Ve              | Sa              | Do              | Lu              | Ma              | Me              | Gi              |                 |
| Giugno          | Ve              | Sa              | Do              | Lu              | Ma              | Me              | Gi              | Ve              | Sa              | Do              | Lu              | Ma              | Me              | Gi              | Ve              | Sa              | Do              | Lu              | Ma              | Me              | Gi              | Ve              | Sa              | Do              | Lu              | Ma              | Me              | Gi              | Ve              | Sa              |                 |                 |
| Luglio          | Do              | Lu              | Ma              | Me              | Gi              | Ve              | Sa              | Do              | Lu              | Ma              | Me              | Gi              | Ve              | Sa              | Do              | Lu              | Ma              | Me              | Gi              | Ve              | Sa              | Do              | Lu              | Ma              | Me              | Gi              | Ve              | Sa              | Do              | Lu              | Ma              |                 |
| Agosto          | Me              | Gi              | Ve              | Sa              | Do              | Lu              | Ma              | Me              | Gi              | Ve              | Sa              | Do              | Lu              | Ma              | Me              | Gi              | Ve              | Sa              | Do              | Lu              | Ma              | Me              | Gi              | Ve              | Sa              | Do              | Lu              | Ma              | Me              | Gi              | Ve              |                 |
| Settembre       | Sa              | Do              | Lu              | Ma              | Me              | Gi              | Ve              | Sa              | Do              | Lu              | Ma              | Me              | Gi              | Ve              | Sa              | Do              | Lu              | Ma              | Me              | Gi              | Ve              | Sa              | Do              | Lu              | Ma              | Me              | Gi              | Ve              | Sa              | Do              |                 |                 |
| Ottobre         | Lu              | Ma              | Me              | Gi              | Ve              | Sa              | Do              | Lu              | Ma              | Me              | Gi              | Ve              | Sa              | Do              | Lu              | Ma              | Me              | Gi              | Ve              | Sa              | Do              | Lu              | Ma              | Me              | Gi              | Ve              | Sa              | Do              | Lu              | Ma              | Me              |                 |
| Novembre        | Gi              | Ve              | Sa              | Do              | Lu              | Ma              | Me              | Gi              | Ve              | Sa              | Do              | Lu              | Ma              | Me              | Gi              | Ve              | Sa              | Do              | Lu              | Ma              | Me              | Gi              | Ve              | Sa              | Do              | Lu              | Ma              | Me              | Gi              | Ve              |                 |                 |
| Dicembre        | Sa              | Do              | Lu              | Ma              | Me              | Gi              | Ve              | Sa              | Do              | Lu              | Ma              | Me              | Gi              | Ve              | Sa              | Do              | Lu              | Ma              | Me              | Gi              | Ve              | Sa              | Do              | Lu              | Ma              | Me              | Gi              | Ve              | Sa              | Do              | Lu              |                 |